# Abraham (Calenberger Land)
Der Abraham ist ein kleiner Höhenzug im Calenberger Land.

## Geografie
Der Abraham liegt nordöstlich von Eldagsen im Gebiet von Hallerburg in der Gemeinde Nordstemmen im Landkreis Hildesheim sowie im Stadtgebiet Springe in der Region Hannover in Niedersachsen. Der höchste Punkt liegt 134 Meter über Normalnull. Teilweise weniger als 200 Meter entfernt fließt die Haller auf weniger als 80 Meter über NN, so dass der Abraham erkennbar als Höhenzug auftritt.
Östlich angrenzend befindet sich das Waldgebiet Hallerburger Holz, als eines der in Niedersachsen gelegenen FFH-Gebiete in dem europäischen Schutzgebietssystem Natura 2000. Im südwestlichen Teil des Hallerburger Holzes wurde 1972 ein Naturwaldreservat ausgewiesen, das von der Waldnutzung ausgenommen wurde und sich langfristig zu einem Urwald weiterentwickeln sollte. Dieses Naturwaldreservat wurde aber 1990 aufgelöst und die Weiterentwicklung des bis dahin unter besonderen Schutz gestellten Naturwaldes zum Urwald abgebrochen.
Die Südwestseite des Abraham wird, entsprechend den vorherrschenden Lössböden, ackerbaulich genutzt.

## Geologie
Der Abraham befindet sich in einer Schichtstufenlandschaft, in der die besonders festen Gesteine des Abraham in einer Geländerippe aufragen. Im Süden und Westen von Gestorf wurde das Festgestein des Jura durch die Limberg-Überschiebung (auch Limberg-Achse genannt) durchschnitten, bei der Schichten der Trias, die auf Schichten des Oberen Buntsandsteins wurzeln, auf die Schichten des Jura aufgeschoben worden sind.
Die aufragenden Schichten von Unterem Muschelkalk, Mittlerem Muschelkalk, Oberem Muschelkalk, Mittlerem Keuper, Oberem Keuper und Oberem Buntsandstein bilden zwischen Bennigsen und Hallerburg die Höhenzüge Limberg, Abraham, Haarberg und Hallerburger Holz. Das Waldgebiet Hallerburger Holz gehört in dem europäischen Schutzgebietssystem Natura 2000 zu den in Niedersachsen gelegenen FFH-Gebieten.
Die ältesten Gesteine, die am Limberg und am Abraham zu Tage treten, entstanden in der Triaszeit vor etwa 240 Millionen Jahren in einem niedrigen Küstenmeer des Ozeans. In jener Zeit wurde das Germanische Becken im europäischen Kontinent zeitweise vom Ozean überflutet. Die Meeresablagerungen wurden in einigen Steinbrüchen am Abraham abgebaut. Sie enthalten zahlreiche Fossilien von Meeresbewohnern; deshalb wird diese Gesteinsabfolge auch als Muschelkalk bezeichnet. In diesen Schichten kommen neben den namensgebenden Muscheln auch Schnecken, Kopffüßer und teilweise in großer Menge Reste von Seelilien vor.

## Das Landschaftsschutzgebiet „Gestorfer Lößhügel“
Der Abraham liegt zusammen mit dem „Haarberg“ und dem „Limberg“ im Landschaftsschutzgebiet LSG-H 74 „Gestorfer Lößhügel“. Der Text der Verordnung wird im Folgenden in Auszügen wiedergegeben:
„Die Grenze des Landschaftsschutzgebietes verläuft westlich von Gestorf entlang der K 216 in westlicher Richtung bis kurz vor die K 215. Hier schwenkt sie nach Süden in Richtung der Hallerniederung. Noch vor dem Niederungsbereich der Haller wird die Grenze in südöstlicher Richtung bis zur Regionsgrenze geführt, mit der sie auf einer Länge von ca. 2 km in Richtung Osten identisch verläuft. Dann schwenkt sie nach Nordwesten, kreuzt die L 422 nördlich des Waldgebietes Haarberg und wird in Richtung Norden wieder auf die K 216 geführt.“
"Das Schutzgebiet befindet sich im Naturraum der „Kalenberger Lößbörde“ und ist der naturräumlichen Einheit „Eldagser Lößhügel“ zuzuordnen. Die besondere Bedeutung des Gebietes ergibt sich aus der Vielfalt der einzelnen Lebensräume in einer Landschaft, die insbesondere durch hügelige Formen geprägt ist. Im Bereich der Gestorfer Lößhügel überwiegen Böden mit höchster Bonität, die aufgrund ihrer Fruchtbarkeit eine intensive ackerbauliche Nutzung ermöglichen. Besonders prägend für das Landschaftsbild sind markant ins Gelände ragende Hügel, die fast vollständig mit Wald bestockt sind. Diesen Waldgebieten wird aufgrund ihres hohen Alters und ihrer Artenzusammensetzung von Seiten des Naturschutzes eine besonders hohe Bedeutung beigemessen. Es handelt sich um historische Waldstandorte, die mit artenreichen Buchen- sowie Eichen-Hainbuchenmischwälder bewachsen sind. In großen Teilen entspricht ihre Zusammensetzung der potentiell natürlichen Vegetation. Sie weisen zahlreiche Orchideenstandorte mit einer artenreichen Ausprägung auf. Stellenweise sind sie mit standortfremden Gehölzarten wie Pappeln und Fichte durchsetzt. Einzelne im Gebiet anzutreffende Feldgehölze, Hecken, Baumreihen, Einzelbäume sowie Gras- und Krautsäume beleben das Landschaftsbild und weisen einen hohen ökologischen Wert auf, da sie durch ihre Lage in der Agrarlandschaft als Rückzugs- und Trittsteinbiotop einer Vielzahl von Tierarten dienen. Kleingewässer in naturnaher Ausprägung befinden sich eingebettet in Gehölzbestände südwestlich des Limberges."